# Маякское озеро (Крым)
Мая́кское о́зеро (укр. Маяцьке озеро, крымскотат. Mayak gölü, Маяк голю) — пересыхающее солёное озеро в Черноморском районе. Площадь водного зеркала — 0,1 км². Тип общей минерализации — солёное. Происхождение — лиманное. Группа гидрологического режима — бессточное.

## География
Длина — 0,4 км. Ширина средняя — 0,2 км, наибольшая — 0,3 м. Глубина средняя — 0,3 м, наибольшая — 0,6 м. Входит в Тарханкутскую группу озёр. Цель использования — комплексное. Максимальная глубина — 0,75 м. Площадь водосборного бассейна — 1,65 км². Ближайший населённый пункт — пгт Черноморское.
Расположено на крайнем севере пгт Черноморское: восточнее улицы Корабельная и переулка Севастопольский. Озеро отделено от Узкой бухты пересыпью. На спутниковом снимке только северо-восточная часть озерной котловины (примыкающая к пересыпи) заполнена водой.
Уровень воды в озере значительно колеблется в зависимости от сезона: весной и осенью он увеличивается за счёт вод, нагоняемых под действием ветра и волн, а также подпочвенных вод и осадков; летом уровень зачастую падает до критического из-за очень засушливой погоды в июле и августе. Основной источник питания озера — подземные грунтовые (Причерноморского артезианского бассейна) и фильтрационные морские воды. На юго-западе впадает балка, по которой наблюдается сток лишь во время весенних паводков и летне-осенних ливней.
Среднегодовое количество осадков — менее 350 мм.